# Praia da Feiticeira
A Praia da Feiticeira é uma das praias mais famosas da cidade brasileira de Ilhabela. Localiza-se no distrito de Cambaquara, a 5 km da balsa, e 11,5 km da Vila de Ilhabela na direção sul, ficando entre a praia do Portinho e a praia do Julião. Para chegar a praia deve-se caminhar cerca de 200 m da estrada principal.

## Características
A praia tem 250 metros de densas areias em formato de tombo. Duas cachoeiras que desaguam entre a praia e a costeira ao sul.
Antigamente abrigava um engenho, onde hoje é a Fazenda São Matias. Seu casarão tem estilo colonial, e ocupa toda a ponta esquerda da praia.
Os banhistas têm acesso a praia passando pelo casarão e por uma cachoeira artificial que foi construída por antigos donos da fazenda. Ela deságua diretamente na praia. A outra ponta da praia abriga um luxuoso condomínio.

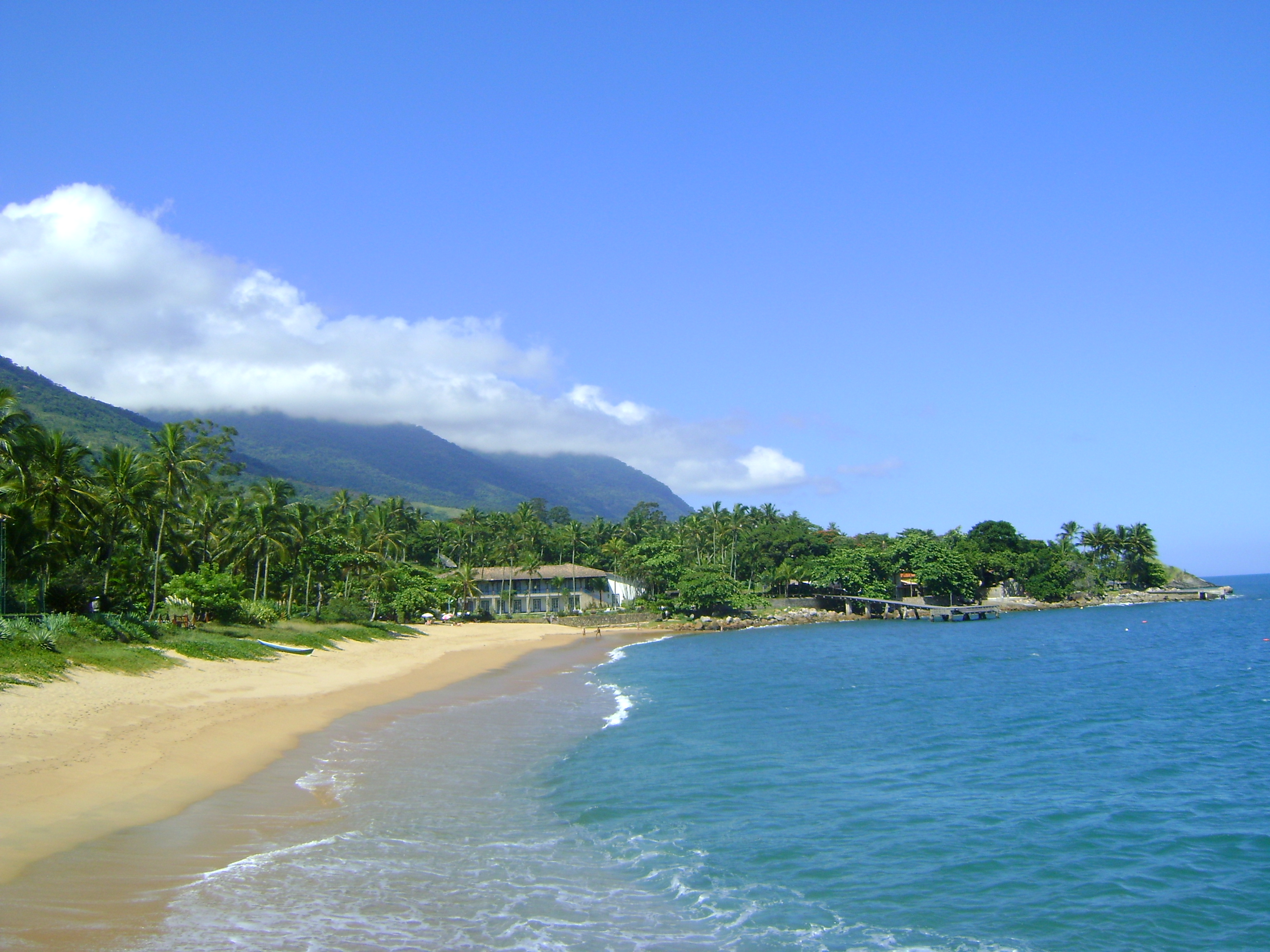
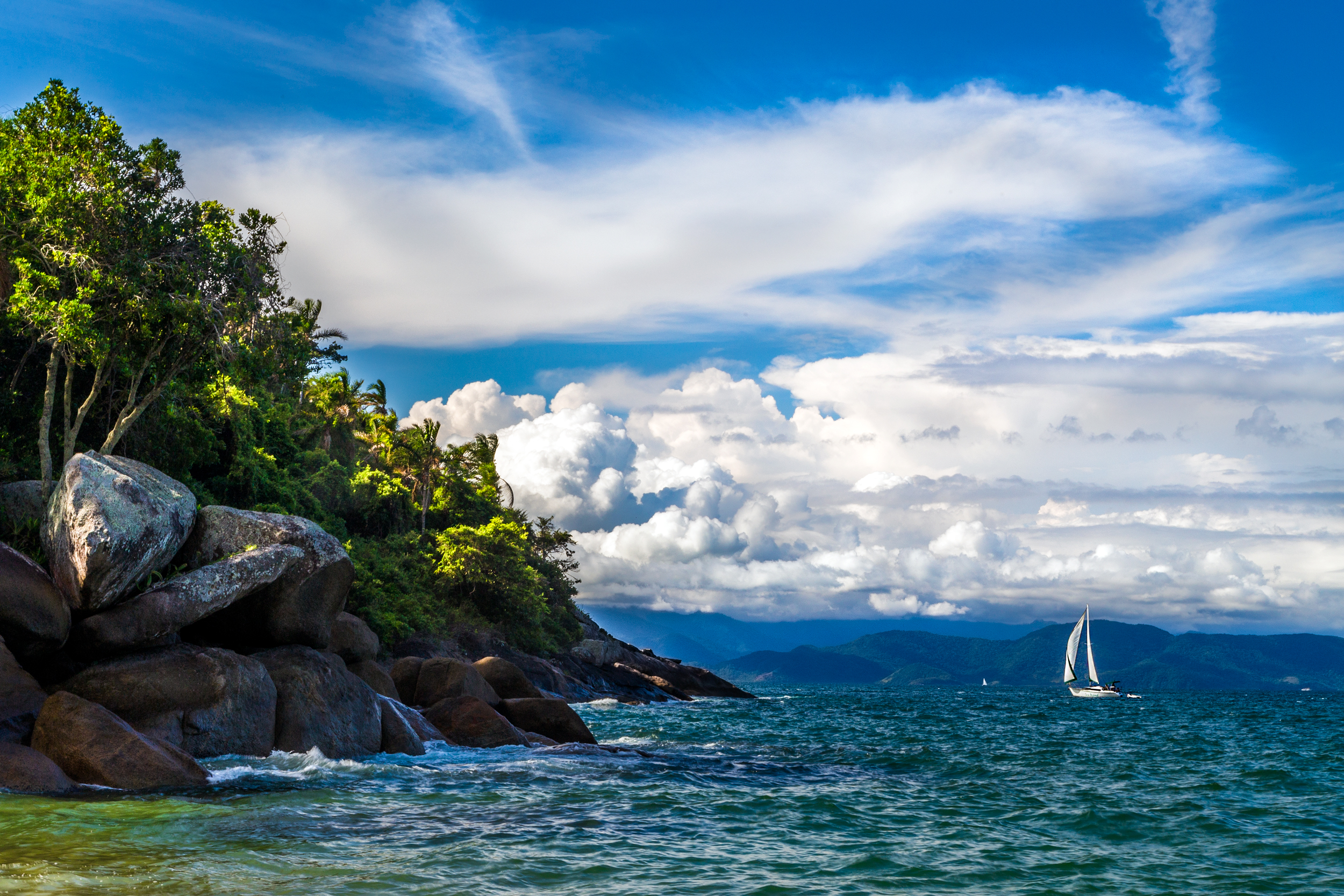
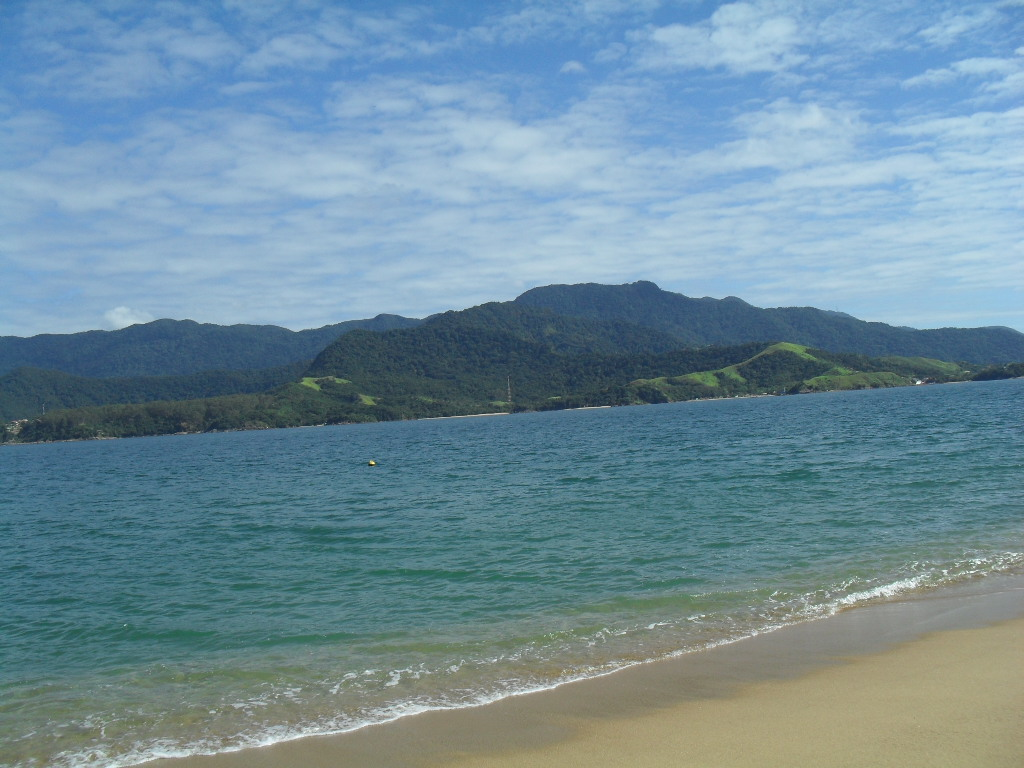
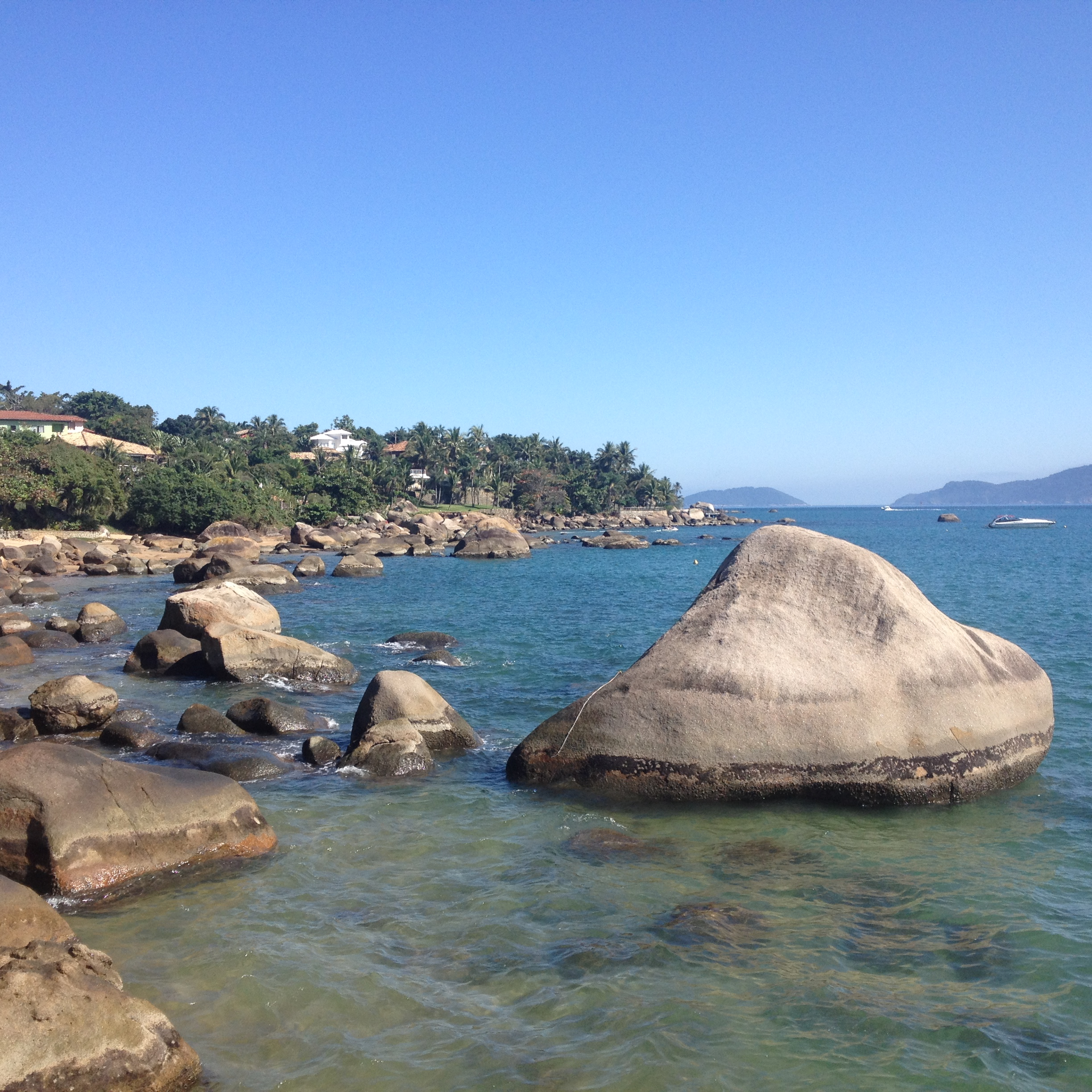
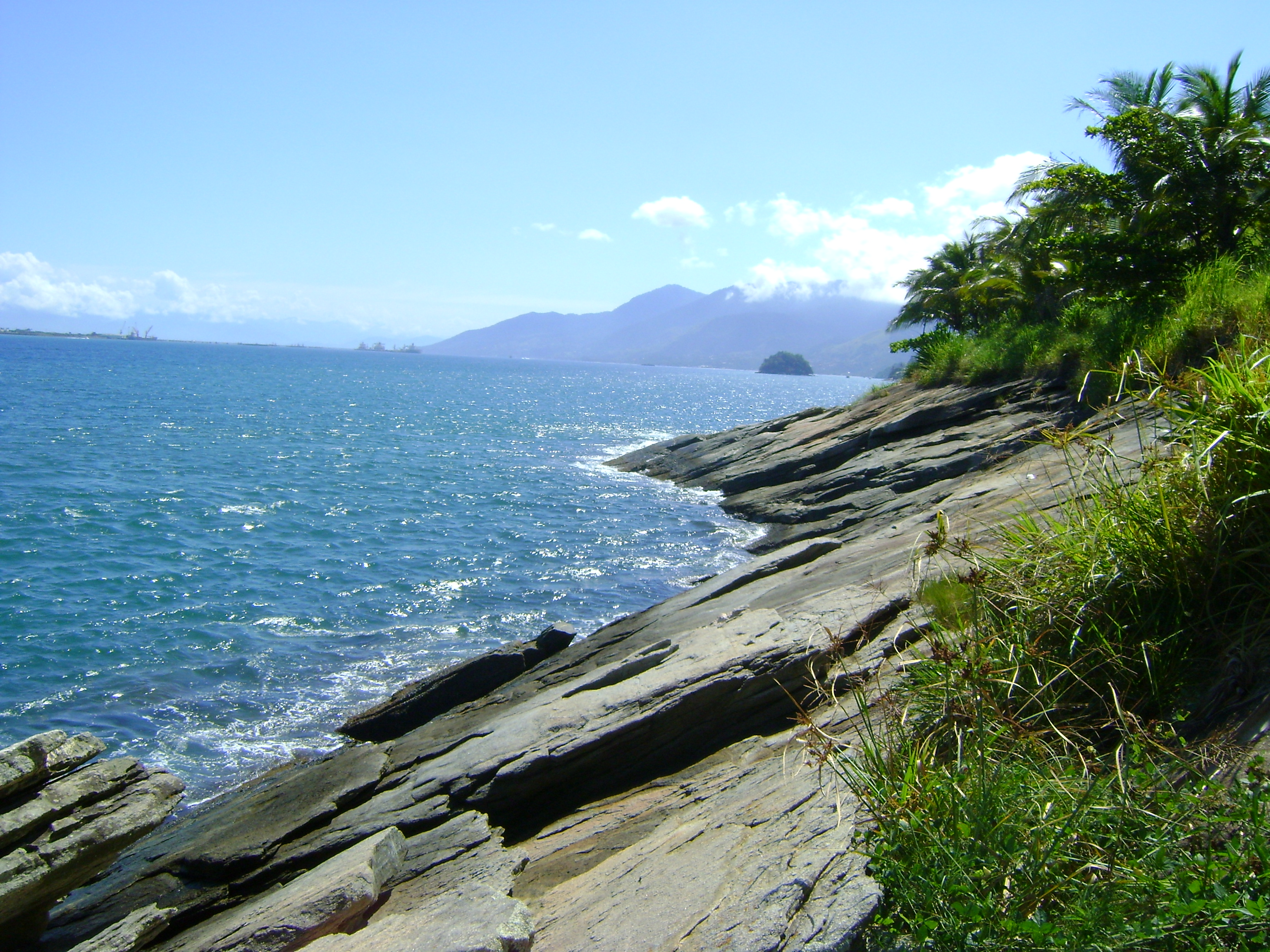
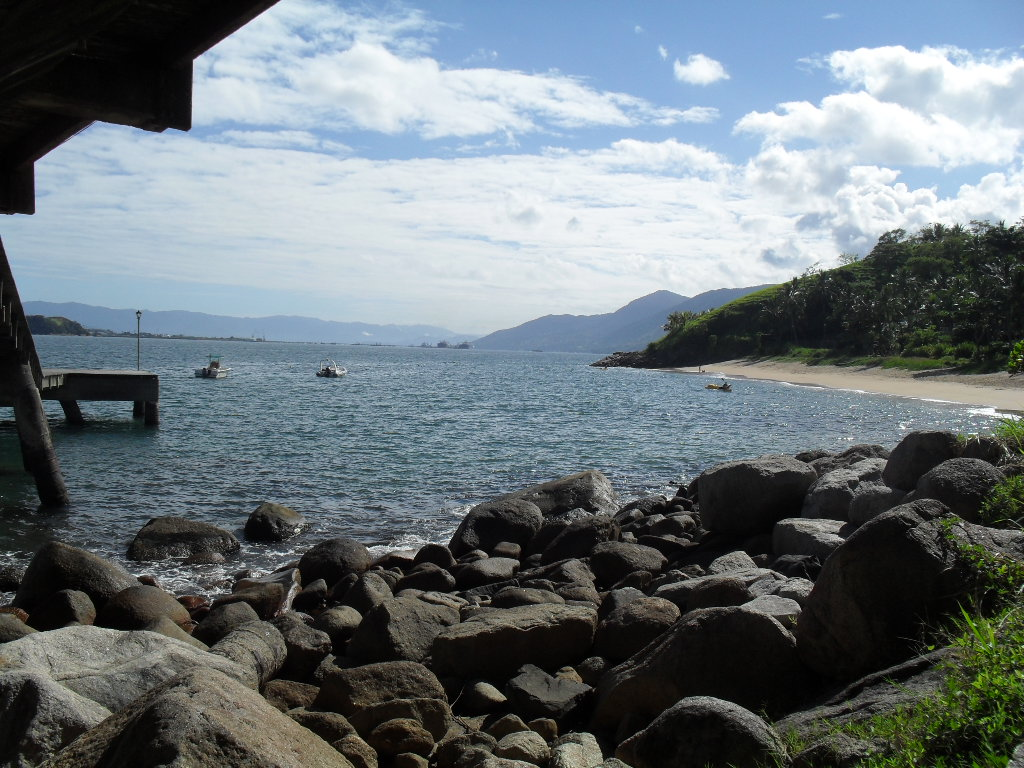

## Lenda
Segunda a lenda, após 1850, com a proibição do tráfico de escravos para o Brasil, os piratas utilizavam a ilha como ponto preferido de entrada de escravos ilegais no Brasil. Aproveitando-se da situação para fazer negócios com os piratas e os comandantes de navios negreiros, uma antiga proprietária da fazenda, Maria Perpétua, gerou muitos lucros e tornou-se assim muito rica. Depois de velha, com medo de ser roubada, teria enterrado um tesouro com a ajuda de seus escravos em um lugar conhecido por Tocas. Para evitar que o tesouro fosse encontrado, teria matado todos os que estavam com ela. Após isso, teria enlouquecido e desaparecido.

## Fauna e flora local
Sua flora terrestre consiste de plantas nativas da mata atlântica, sua flora aquática possui uma grande variedades de microalgas e macroalgas como a alga-sargassum (Sargassum sp.) e o alface-do-mar (Ulva lactuca).

Sua fauna possui dês de aves-marinhas como a fragata (Fregata magnificens) a peixes tropicais recifais e corais como o sargentinho (Abudefduf saxatilis), a tesourinha (Chromis multilineata) e o coral-baba-de-boi (Palythoa caribbaeorum).

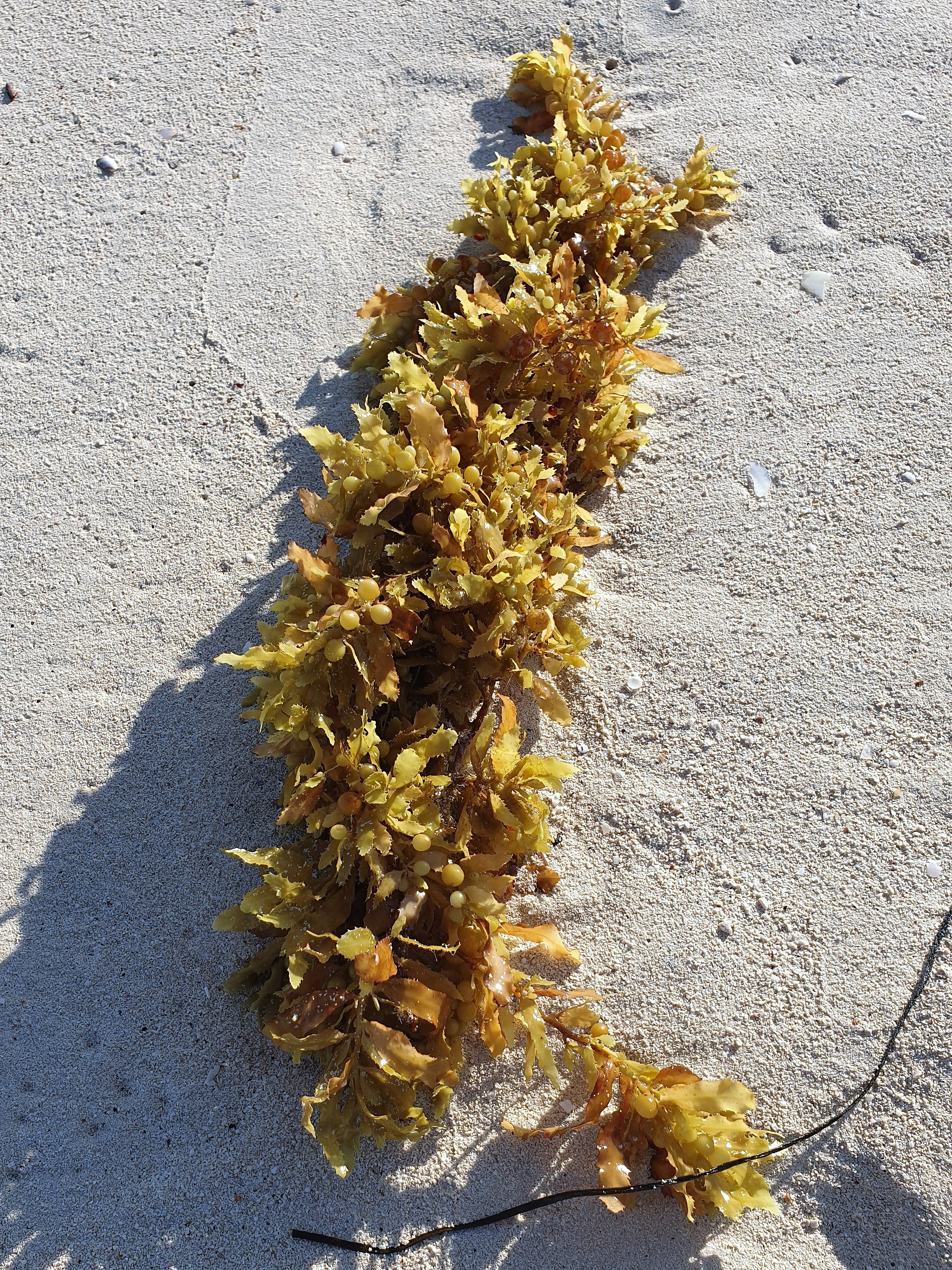
Alga-sargassum (Sargassum sp.)
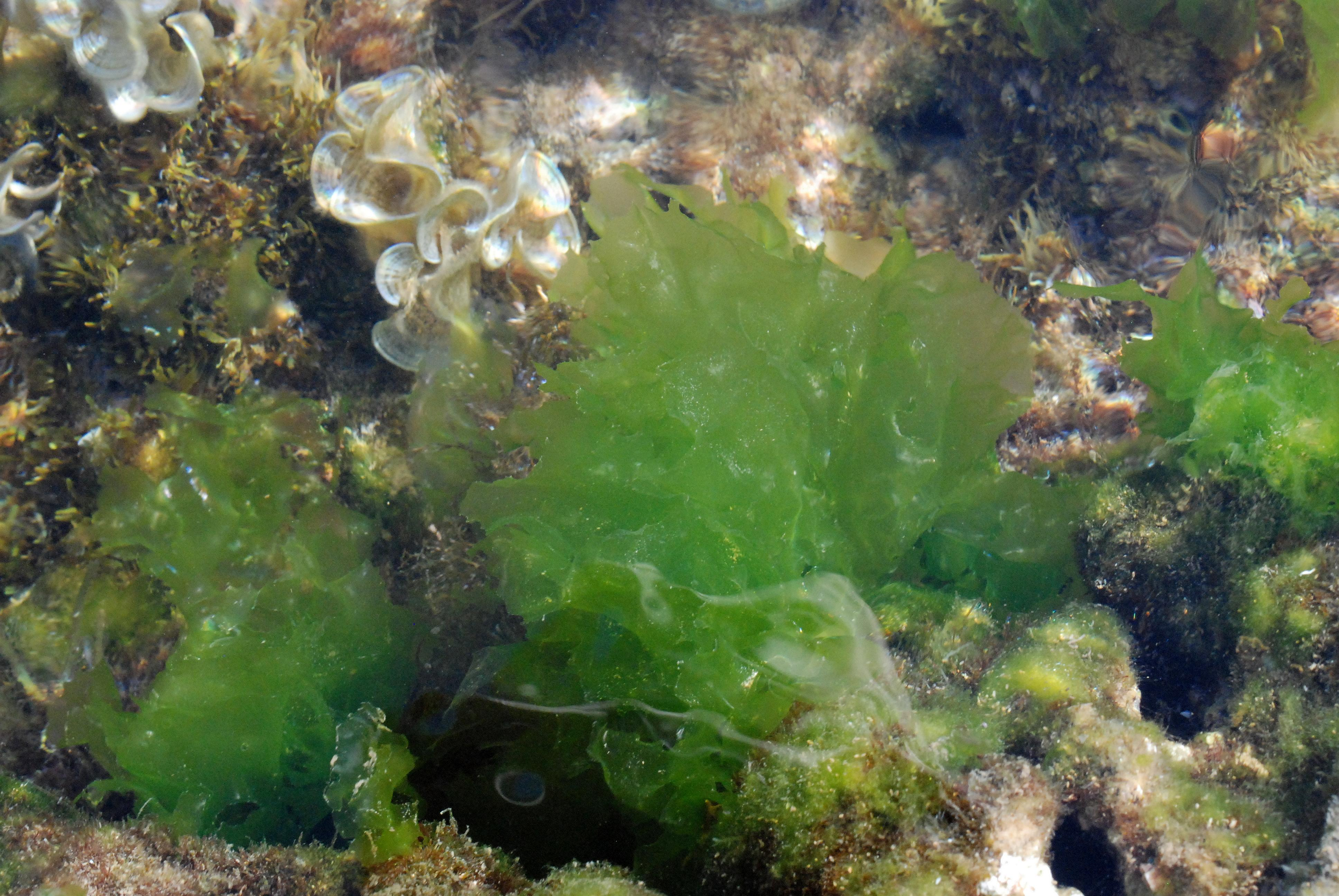
Alface-do-mar (Ulva lactuca)
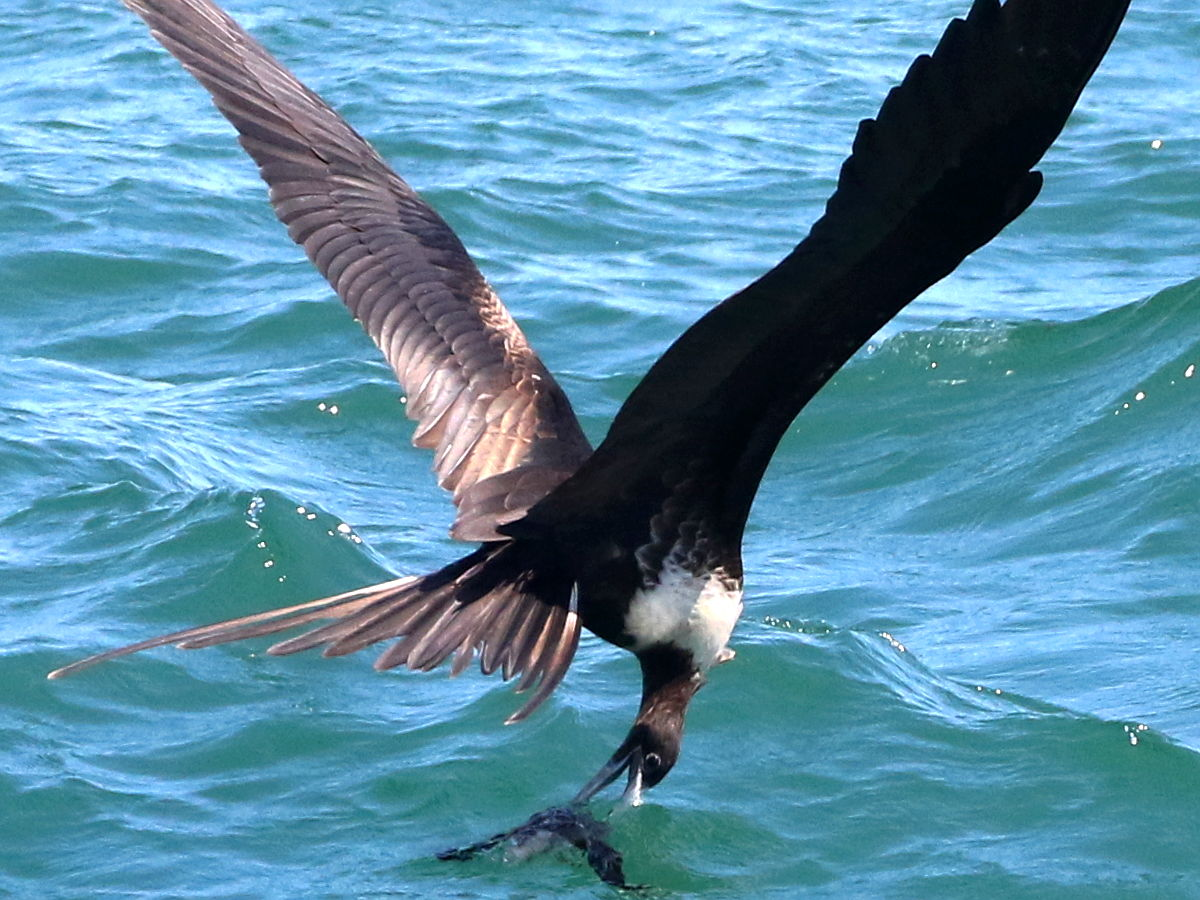
Fragata (Fregata magnificens
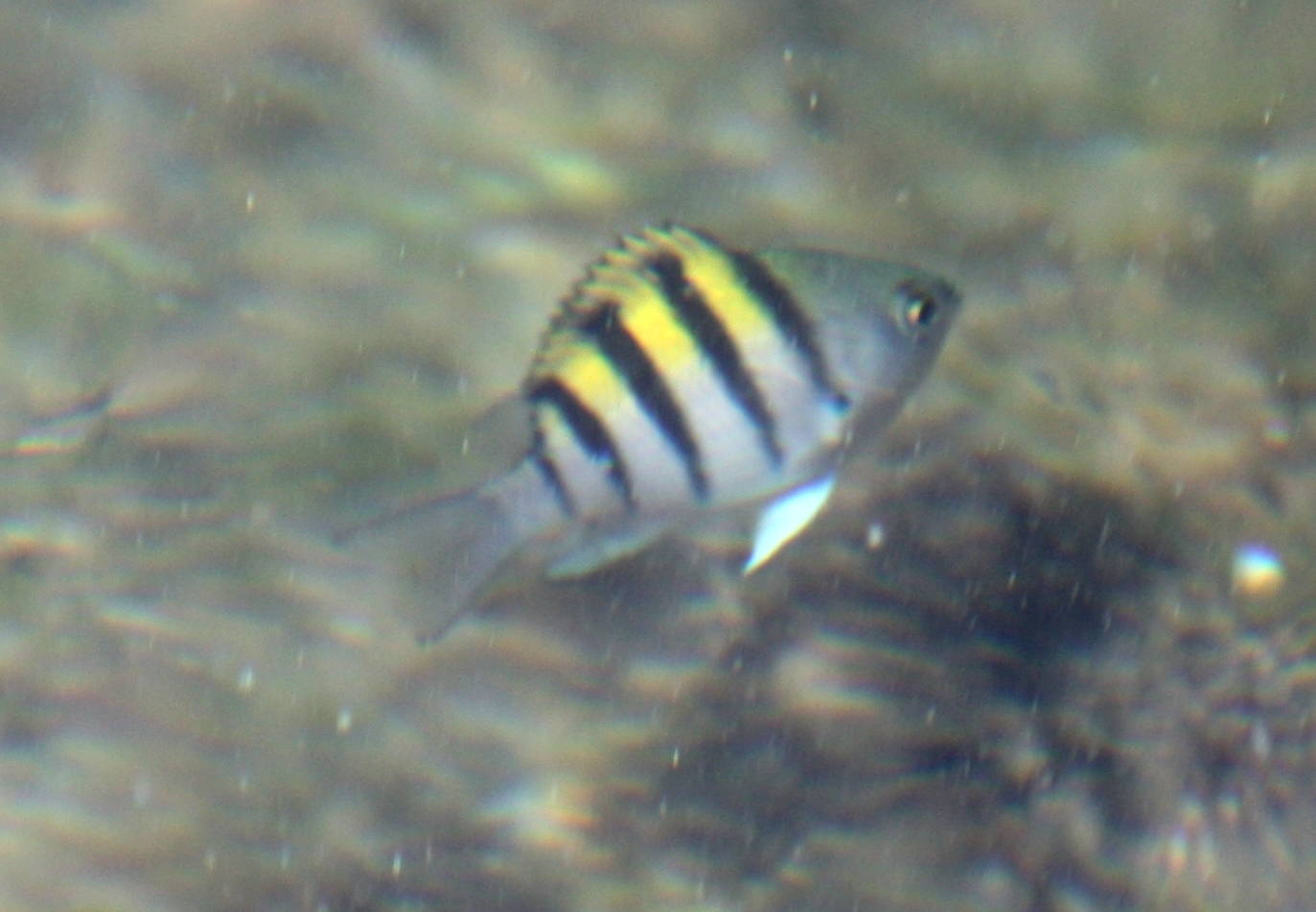
Sargentinho (Abudefduf saxatilis)
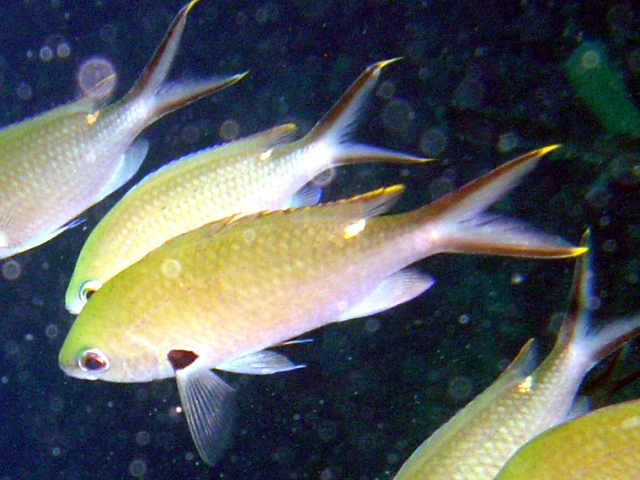
Tesourinha (Chromis multilineata)